# Pachyseris rugosa
Pachyseris rugosa is een rifkoralensoort uit de familie van de Agariciidae. De wetenschappelijke naam van de soort werd in 1801 voor het eerst geldig gepubliceerd door Jean-Baptiste de Lamarck.